# Juan Everardo Nithard
Juan Everardo Nithard, S.J. (en alemán: Johann Eberhard Nithard; castillo de Falkenstein, Alta Austria; 8 de diciembre de 1607-Roma, 1 de febrero de 1681) fue un religioso jesuita austriaco, y valido durante la regencia de Mariana de Austria.

## Biografía
Miembro de una familia católica del Tirol, ingresó a los 21 años en la Compañía de Jesús, estudiando en el Colegio de Graz. El emperador Fernando III de Habsburgo le eligió como confesor de sus hijos Leopoldo y Mariana.
Acompañó a la archiduquesa Mariana de Austria, en calidad de confesor, cuando esta vino a España a casarse con Felipe IV (1649). A la muerte del rey, la reina viuda Mariana quedó como regente del reino durante la minoría de edad de Carlos II, nombrándole Inquisidor general (1666), cargo que le permitió entrar en la Junta de Regencia, convirtiéndose en el personaje más influyente de la Corte. A partir de esa fecha actuó en la práctica como un primer ministro. Sus fracasos en las paces de Aquisgrán y Lisboa de 1668 le granjearon la enemistad de Juan José de Austria, quien apoyándose en el descontento popular generalizado y por medio de un pronunciamiento militar, logró que fuera desterrado de España en 1669.
Tras su destitución, Nithard fue nombrado embajador extraordinario en Roma, obispo de Agrigento, y más tarde arzobispo titular de Edesa, obtuvo el capelo cardenalicio en 1672 por el papa Clemente X. Escribió para justificarse unas Memorias, publicadas en París en 1677. Muerto en 1681, fue enterrado en la Iglesia de Jesús de Roma.